# شیهو اونودرا
شیهو اونودرا (انگلیسی: Shiho Onodera؛ زادهٔ ۱۸ نوامبر ۱۹۷۳) بازیکن فوتبال اهل ژاپن است که در تیم ملی فوتبال زنان ژاپن بازی کرده‌است.